# 402 (szám)
A 402 (római számmal: CDII) egy természetes szám, szfenikus szám, a 2, a 3 és a 67 szorzata.

## A szám a matematikában
A tízes számrendszerbeli 402-es a kettes számrendszerben 110010010, a nyolcas számrendszerben 622, a tizenhatos számrendszerben 192 alakban írható fel.
A 402 páros szám, összetett szám, azon belül szfenikus szám, kanonikus alakban a 21 · 31 · 671 szorzattal, normálalakban a 4,02 · 102 szorzattal írható fel. Nyolc osztója van a természetes számok halmazán, ezek növekvő sorrendben: 1, 2, 3, 6, 67, 134, 201 és 402.
A 402 négyzete 161 604, köbe 64 964 808, négyzetgyöke 20,04994, köbgyöke 7,38032, reciproka 0,0024876. A 402 egység sugarú kör kerülete 2525,84049 egység, területe 507 693,93919 területegység; a 402 egység sugarú gömb térfogata 272 123 951,4 térfogategység.